# Сентер (Техас)
Сентер (англ. Center) — місто (англ. city) в США, в окрузі Шелбі штату Техас. Населення — 5221 особа (2020).

## Географія
Сентер розташований за координатами 31°47′40″ пн. ш. 94°10′47″ зх. д. / 31.79444° пн. ш. 94.17972° зх. д. (31.794358, -94.179810).  За даними Бюро перепису населення США в 2010 році місто мало площу 16,82 км², з яких 16,79 км² — суходіл та 0,03 км² — водойми. В 2017 році площа становила 20,34 км², з яких 20,30 км² — суходіл та 0,04 км² — водойми.

## Демографія
Згідно з переписом 2010 року, у місті мешкали 5193 особи в 1860 домогосподарствах у складі 1220 родин. Густота населення становила 309 осіб/км².  Було 2133 помешкання (127/км²).
Расовий склад населення:
| - 45,8 % — білих - 33,1 % — чорних або афроамериканців - 0,8 % — азіатів - 0,3 % — корінних американців - 18,2 % — осіб інших рас |

До двох чи більше рас належало 1,7 %. Частка іспаномовних становила 26,1 % від усіх жителів.
За віковим діапазоном населення розподілялося таким чином: 27,9 % — особи молодші 18 років, 56,9 % — особи у віці 18—64 років, 15,2 % — особи у віці 65 років та старші. Медіана віку мешканця становила 34,0 року. На 100 осіб жіночої статі у місті припадало 91,9 чоловіків;  на 100 жінок у віці від 18 років та старших — 86,1 чоловіків також старших 18 років.
Середній дохід на одне домашнє господарство  становив 38 916 доларів США (медіана — 26 696), а середній дохід на одну сім'ю — 49 101 долар (медіана — 43 140). Медіана доходів становила 30 764 долари для чоловіків та 40 399 доларів для жінок. За межею бідності перебувало 19,8 % осіб, у тому числі 31,6 % дітей у віці до 18 років та 2,8 % осіб у віці 65 років та старших.
Цивільне працевлаштоване населення становило 1789 осіб. Основні галузі зайнятості: виробництво — 21,9 %, освіта, охорона здоров'я та соціальна допомога — 20,0 %, сільське господарство, лісництво, риболовля — 12,2 %, публічна адміністрація — 7,9 %.